# NGC 604
NGC 604 este o regiune H II care face parte din Galaxia Triunghiului. A fost descoperită de William Herschel pe 11 septembrie 1784.